# Thliptoceras
Thliptoceras är ett släkte av fjärilar. Thliptoceras ingår i familjen Crambidae.

## Bildgalleri

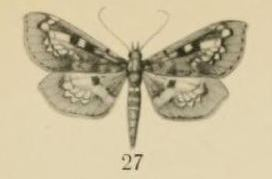

## Dottertaxa tillThliptoceras, i alfabetisk ordning[1]
- Thliptoceras acutipennalis
- Thliptoceras althealis
- Thliptoceras amamiale
- Thliptoceras androstigmata
- Thliptoceras anthropophilum
- Thliptoceras artatalis
- Thliptoceras buettikeri
- Thliptoceras caradjai
- Thliptoceras cascalis
- Thliptoceras coenostolalis
- Thliptoceras cydipeialis
- Thliptoceras decoloralis
- Thliptoceras distictalis
- Thliptoceras elegans
- Thliptoceras epicrocalis
- Thliptoceras fenestratum
- Thliptoceras fimbriata
- Thliptoceras formosanum
- Thliptoceras fulvale
- Thliptoceras fulvimargo
- Thliptoceras fuscocilialis
- Thliptoceras gladialis
- Thliptoceras lacriphagum
- Thliptoceras longicornalis
- Thliptoceras manicalis
- Thliptoceras marginalis
- Thliptoceras neotropicalis
- Thliptoceras phycidalis
- Thliptoceras polygrammodes
- Thliptoceras rufitinctalis
- Thliptoceras shafferi
- Thliptoceras sinensis
- Thliptoceras stygiale
- Thliptoceras tisiasalis
- Thliptoceras torridalis
- Thliptoceras triplagalis
- Thliptoceras umoremsugente
- Thliptoceras variabilis
- Thliptoceras xanthocraspia
- Thliptoceras xanthomeralis
- Thliptoceras xanthoperalis